# ギヨーム・ド・ノガレ

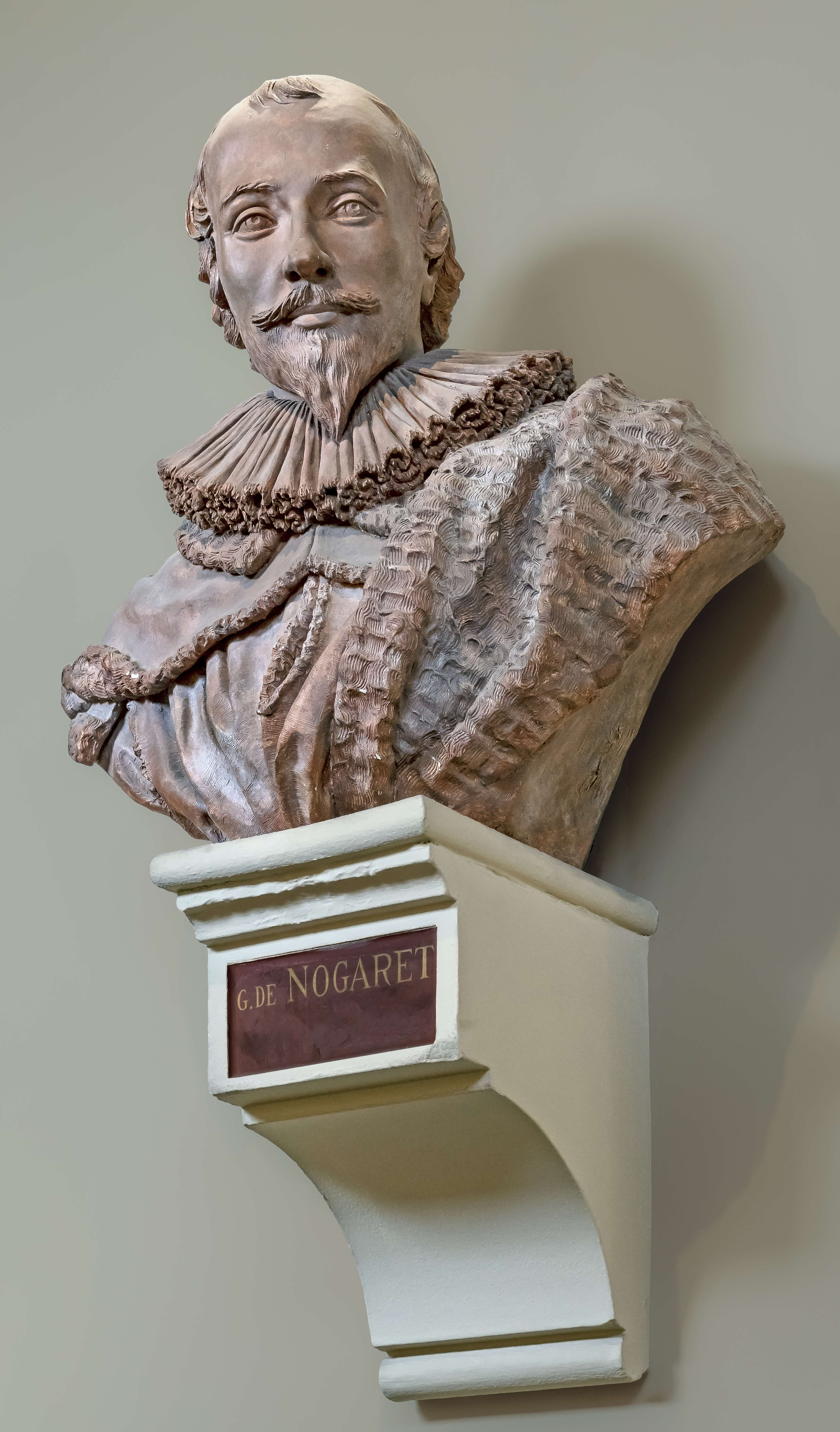
ギヨーム・ド・ノガレ

ギヨーム・ド・ノガレ（Guillaume de Nogaret、1260年 - 1313年4月11日）は、フランス王国カペー朝の国王フィリップ4世の政治顧問。法曹家。
オート＝ガロンヌ県サン＝フェリックス＝ロラゲ出身。彼の政敵によると、異端として処刑された人物の孫という。モンペリエ大学の法学教授を経て、1295年に時のフランス王フィリップ4世の政治顧問となる。
フィリップ4世の信頼は厚く、その参謀として常に暗躍した。当時のローマ教皇ボニファティウス8世とフィリップ4世の対立が明らかとなり、1302年2月11日にはボニファティウスから出たと称する偽の勅書をパリ市民の前で焼却する行為を大法官のピエール・フロートとともに主導している。その年にはフロートの後継として大法官に昇進し、1303年9月、ボニファティウスを憤死させたアナーニ事件、1306年の勅令によるフランスからのユダヤ人追放、1307年のテンプル騎士団の解散及びその財産の没収、1309年にローマ教皇をフランス南部のアビニョンに移転させる（アヴィニョン捕囚）などのフィリップ4世の政策に関与した。アナーニ事件の際には国王から土地と金銭を賜っている。
しかしアナーニ事件の翌年、ボニファティウスの後任ベネディクトゥス11世に事件の首謀者と見なされて破門されてしまう。ノガレは破門を解いてもらうように嘆願したが、1313年にパリで没した。